# 指令管線化

RISC機器的五層管線示意圖（IF：讀取指令，ID：指令解碼，EX：執行，MEM：記憶體存取，WB：寫回暫存器）

指令管線化（英語：Instruction pipeline）是為了讓計算機和其它數位電子裝置能夠加速指令的通過速度（單位時間內被執行的指令數量）而設計的技術。
管線在處理器的內部被組織成層級，各個層級的管線能半獨立地單獨運作。每一個層級都被管理並且鏈接到一條“鏈”，因而每個層級的輸出被送到其它層級直至任務完成。 處理器的這種組織方式能使總體的處理時間顯著縮短。
未管線化的架構產生的效率低，因為有些CPU的模組在其他模組執行時是閒置的。管線化雖並不會完全消除CPU的閒置時間，但是能夠讓這些模組並行運作而大幅提升程式執行的效率。差不多有些類似流水線工廠的概念。
但並不是所有的指令都是獨立的。在一條簡單的管線中，完成一個指令可能需要5層。如右圖所示，要在最佳性能下運算，當第一個指令被執行時，這個管線需要運行隨後4條獨立的指令。可是，如果隨後4條指令依賴於第一條指令的輸出，管線控制邏輯器，就必須插入延遲時脈周期到管線內，直到依賴被滿足。而轉發技術能顯著減少延時。憑藉多個層，雖然管線化在理論上能提高效能，優勝於無管線的內核（假設時脈也因應層的數量按比例增加），但事實上，許多指令碼設計中並不會考慮到理想的執行。

## 簡介

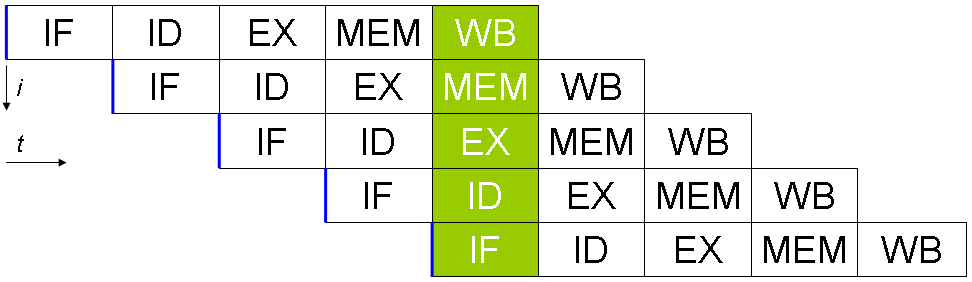
RISC機器的五層管線示意圖

管線化是假設程式執行時有一連串的指令要被執行（垂直座標i是指令集，水平座標表時間t）。絕大多數當代的CPU都是利用時脈驅動。
而CPU是由內部的邏輯閘與正反器組成。當受到時脈觸發時，正反器得到新的數值，並且邏輯閘需要一段時間來解析出新的數值，而當受到下一個時脈觸發時正反器又得到新的數值，以此類推。而藉由邏輯閘分散成很多小區塊，再讓正反器鏈接這些小區塊組，使邏輯閘輸出正確數值的時間延遲得以減少，這樣一來就可以減少指令執行所需要的周期。
舉例來說，典型的RISC管線被分解成五個階段，每個階段之間使用正反器鏈接。
1. 讀取指令
2. 指令解碼與讀取暫存器
3. 執行
4. 記憶體存取
5. 寫回暫存器

## 優缺點
並非在所有情況下管線技術都起作用。可能有一些缺點。如果一條指令管線能夠在每一個時脈週期接納一條新的指令，被稱為完整管線化（fully pipelined）。因管線中的指令需要延遲處理而要等待數個時脈週期，被稱為非完整管線化。
當一名程序員（或者組合者/編譯者）編寫組合代碼（或者彙編碼）時，他們會假定每個指令是循序執行的。而這個假設會使管線化無效。當此現象發生後程式會表現的不正常，而此現象就是危害。不過目前有提供幾種技術來解決這些危害像是轉發與延遲等。

### 優點
1. 减少了处理器执行指令所需要的時脈週期，在通常情況下增加了指令的輸入頻率（issue-rate）。
2. 一些集成電路（combinational circuits），例如加法器（adders）或者乘法器（multipliers），通過添加更多的環路（circuitry）使其工作得更快。如果以管線化替代，能相對地減少環路。

### 缺點
1. 非管線化的處理器每次（at a time）只執行一個指令。防止分支延時（事實上，每個分支都會產生延時）和串行指令被并行執行產生的問題。設計比較簡單和較低生產成本。
2. 在執行相同的指令時，非管線化處理器的指令傳輸延遲時間（The instruction latency）比管線化處理器明顯較短。這是因為管線化的處理器必須在數據路徑（data path）中添加額外正反器（flip-flops）。
3. 非管線化處理器有固定指令位寬（a stable instruction bandwidth）。管線化處理器的性能更難以預測，並且不同的程序之間的變化（vary）可能更大。

## 示例

### 一般的管線
右圖是一般有4層管線的示意圖：
1. 讀取指令（Fetch）
2. 指令解碼（Decode）
3. 執行指令（Execute）
4. 寫回執行结果（Write-back）

一般的四層管線架構；不同的顏色格表示不同的指令

上方的大灰色格是一連串未執行的指令；下方的大灰色格則是已執行完成的指令；中間的大白色格則是管線。
執行順序如以下列表所示：
| 時序 | 執行情況 |
| ---- | --- |
| 0    | 四條指令等待執行 |
| 1    | - 從記憶體（memory）中讀取綠色指令                                                                                      |
| 2    | - 綠色指令被解碼 - 從主存儲器中讀取紫色指令                                                                             |
| 3    | - 綠色指令被執行（事實上運算已經開始（performed）） - 紫色指令被解碼 - 從主存儲器中讀取藍色指令                         |
| 4    | - 綠色指令的運算結果被寫回到寄存器（register）或者主存儲器 - 紫色指令被執行 - 藍色指令被解碼 - 從主存儲器中讀取紅色指令 |
| 5    | - 綠色指令被執行完畢 - 紫色指令的運算結果被寫回到寄存器或者主存儲器 - 藍色指令被執行 - 紅色指令被解碼                   |
| 6    | - 紫色指令被執行完畢 - 藍色指令的運算結果被寫回到寄存器或者主存儲器 - 紅色指令被執行                                    |
| 7    | - 藍色指令被執行完畢 - 紅色指令的運算結果被寫回到寄存器或者主存儲器                                                     |
| 8    | - 紅色指令被執行完畢 |
| 9    | 所有指令皆執行完畢 |

#### 汽泡

一個氣泡在編號為3的時脈週期中，指令執行被延遲

指令執行中產生一個“打嗝”（hiccup），在管線中生成一個沒有實效的氣泡。
如右圖，在編號為2的時脈週期中，紫色指令的讀取被延遲，並且在編號為3的時脈週期中解碼層也產生了一個氣泡。所有在紫色指令之後的指令都被延遲執行，而在其之前已經執行了的指令則不受影響。
由於氣泡使指令執行延遲了一個時脈週期，完成全部4條指令的執行共需要8個時脈週期。
而氣泡處對指令的讀取、解碼、執行與寫回都沒有實質影響。這可以使用nop代碼來完成。

## 複雜化
很多處理器的管線深度到5層、7層、10層，甚至31層（像是Intel Pentium 4 Prescott）。Xelerator X10q甚至有多于1000層的管線深度 （页面存档备份，存于）。
| 微架構 （Microarchitecture） | 管線層數 （Pipeline stages） |
| ---------------------------- | ---------------------------- |
| Sony Cell                    | 23                           |
| IBM PowerPC 7                | 17                           |
| IBM Xenon                    | 19                           |
| AMD Athlon                   | 10                           |
| AMD Athlon XP                | 11                           |
| AMD Athlon 64                | 12                           |
| AMD Phenom                   | 12                           |
| AMD Opteron                  | 15                           |
| ARM7TDMI (-S)                | 3                            |
| ARM7EJ-S                     | 5                            |
| ARM810                       | 5                            |
| ARM9TDMI                     | 5                            |
| ARM1020E                     | 6                            |
| XScale PXA210/PXA250         | 7                            |
| ARM1136J (F)-S               | 8                            |
| ARM1156T2 (F)-S              | 9                            |
| ARM Cortex-A5                | 8                            |
| ARM Cortex-A8                | 13                           |
| AVR32 AP7                    | 7                            |
| AVR32 UC3                    | 3                            |
| DLX                          | 5                            |
| Intel P5（Pentium）          | 5                            |
| Intel P6（Pentium Pro）      | 14                           |
| Intel P6（Pentium III）      | 10                           |
| Intel NetBurst（Willamette） | 20                           |
| Intel NetBurst（Northwood）  | 20                           |
| Intel NetBurst（Prescott）   | 31                           |
| Intel NetBurst（Cedar Mill） | 31                           |
| Intel Core                   | 14                           |
| Intel Atom                   | 16                           |
| LatticeMico32                | 6                            |
| R4000                        | 8                            |
| StrongARM SA-110             | 5                            |
| SuperH SH2                   | 5                            |
| SuperH SH2A                  | 5                            |
| SuperH SH4                   | 5                            |
| SuperH SH4A                  | 7                            |
| UltraSPARC                   | 9                            |
| UltraSPARC T1                | 6                            |
| UltraSPARC T2                | 8                            |
| WinChip                      | 4                            |
| LC2200 32 bit                | 5                            |

當程式出現分支將不利於過深管線，整條管線將會無效化。為了減輕此狀況，分支預測就變的重要。如果分支預測錯誤，也能夠藉由自行結束預測來避免加速惡化效率。在某些運用上，像是超級電腦運算，為了能夠將超長管線的運算優勢凸顯出來，會特地將程式寫的極少分支化來避免預測失敗，而且深度的管線化主要是為了能降低每個時脈執行的指令量而設計。當程式經常出現分支，把分支重新排序（像是將更為需要的指令提早放入管線中）而將明顯的降低損失的速度以避免將分支“沖垮”。像是gcov程式能夠使用一種覆蓋率檢查的技術檢查特定分支的執行頻率，但是這種檢查法經常是最佳化的最後手段。處理能力高的管線會因為很多分支的程式而降低效率，這是因為處理器不知道下一個要讀取的指令是甚麼，而需要等待完成分支指令而讓管線清空。處理完分支之後，下一個指令就要經過所有管線，直到整個指令集的結果出現，而處理器才會再繼續執行。而在極端的狀況下，管線化處理器的效能理論上可能會與未管線化處理器一致，甚至是每層管線都在待命狀態，而且指令經常在管線之中跑來跑去時的效能比較差一些。
由於指令管線化，處理器讀取機器碼時並不會立即執行。因為如此，在很接近的地方執行更新機器碼的動作就可能無法作用，因為這些機器碼已經進入預讀輸入隊列內。指令快取又會讓此現象更加惡化。不過這只會在能夠自我變更的程式出現此現象。

## 範例

### 範例一
一個典型的加法指令可能會寫成像ADD A, B, C，而中央處理器（CPU）會將記憶體（Memory）內A位置與B位置的數值相加後放到C位置。在管線化處理器內，管線控制器會將這個指令分拆成一連串微指令：
```
LOAD R1, A
LOAD R2, B 
ADD R3, R1, R2
STORE R3, C
LOAD next instruction

```

R1, R2和R3是CPU內的暫存器（register是CPU裡面能夠快速存取的暫存記憶體）。主存儲器內標註為A位置和B位置之存儲單元中的數值被載入（或稱複製）到暫存器R1和R2中，然後送到加法器中相加，結果輸出到暫存器R3中，R3中的數值再被存儲到主存儲器內標註為C位置的存儲單元。
而且在非管線化的例子，開始驅動加法動作到完成的時間是不變的。
在這個範例中的管線分為3層：載入，執行，存儲。每一步被稱為管線層（或稱管線階段，pipeline stages）。
在非管線化處理器中，同一時間只允許一個層運作，所以必須等待指令執行完畢才能開始執行下一條指令。在管線化處理器中，所有的層能在同一時間處理不同的指令。當一條指令在執行層，另外一條指令在解碼層，第三條指令在讀取層。
管線沒有減少執行指令所花費的時間；它增加了在同一時間被處理的指令數量，並且減少了完成指令之間的延遲。隨着處理器中管線層的數量增加，能在同一時間被處理的指令數量也相應增加，也減少了指令等待處理所產生的延遲。現在生產的微處理器至少有2層管線。[來源請求]（Atmel AVR與PIC微控制器都有2層管線）Intel Pentium 4處理器有20層管線。

### 範例二
以下表格具體列出3層管線理論：
| 管線層（Stage） | 說明（Description）                   |
| --------------- | ------------------------------------- |
| 讀取（Load）    | 從主存儲器中讀取指令                  |
| 執行（Execute） | 執行指令                              |
| 存儲（Store）   | 將執行結果存儲到主存儲器和/或者暫存器 |

以組合語言表示將會被執行的指令列表：
```
	LOAD  A, #40      ;讀取40載入A內
	MOVE  B, A        ;將A內的数据移动到B內
	ADD   B, #20      ;將B內的數據與20相加
	STORE 0x300, B    ;將B內的數據儲存到地址為0x300的存儲器單元

```

代碼的執行循序如下：
| 讀取 | 執行 | 儲存 |
| ---- | ---- | ---- |
| LOAD |      |      |

從主存儲器中讀取LOAD指令。
| 讀取 | 執行 | 儲存 |
| ---- | ---- | ---- |
| MOVE | LOAD |      |

LOAD指令被執行，同時從主存儲器中讀取MOVE指令。
| 讀取 | 執行 | 儲存 |
| ---- | ---- | ---- |
| ADD  | MOVE | LOAD |

LOAD指令在存儲層（Store stage），LOAD指令的執行結果#40（the number 40）將被存儲到暫存器A。同時，MOVE指令被執行。MOVE指令必須等待LOAD指令執行完畢才能將暫存器A中的內容移動到暫存器B中。
| 讀取  | 執行 | 儲存 |
| ----- | ---- | ---- |
| STORE | ADD  | MOVE |

STORE指令被載入，同時MOVE指令執行完畢，並且ADD指令被執行。
注意! 有時候，一個指令會依賴於其他指令的執行結構（例如以上的MOVE指令）。當一個指令因為操作數而需引用一個特定的位置，讀取（作為輸入）或者寫入（作為輸入），執行那些指令的循序不同於程序原本的執行循序能導致冒險（hazards）。現時有機種技術用於預防危害，或者繞過（working around）它們。

## 外部連結
- 來自ArsTechnica的管線化相關文章 （页面存档备份，存于）